# Транспорт в Того

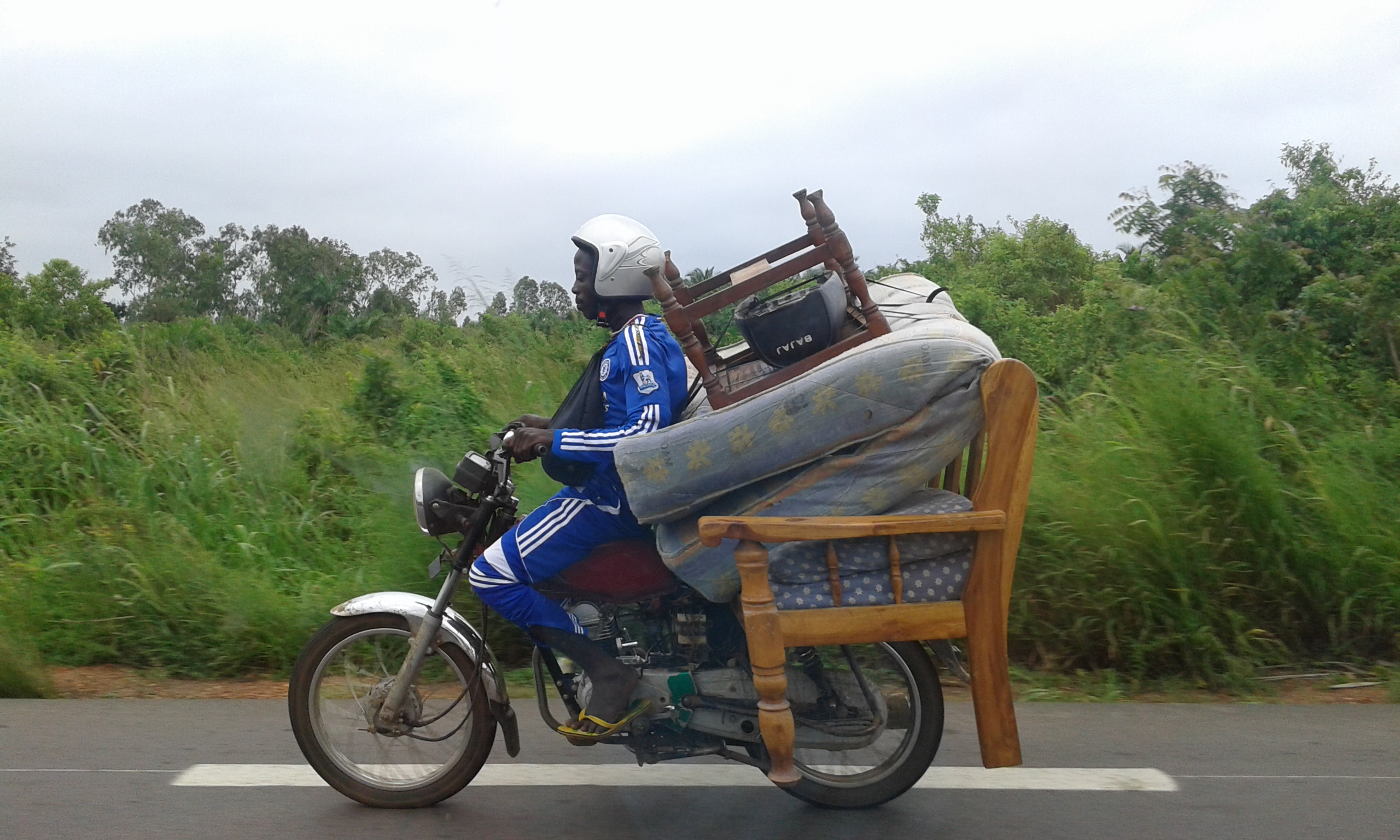
Транспорт в Того

Транспорт в Того — транспорт Того, государства Западной Африки. Представлен автомобильным, железнодорожным, водным (морским и речным) и трубопроводным транспортами, а также общественным транспортом по перевозке людей по маршрутам. Транспорт Того имеет сравнительно развитую сеть дорог, если учесть небольшие размеры территории страны. Площадь Того 56 785 км², Того занимает 127-е место в мире по площади. Длина морской границы Того не превышает 50 (56) км, протяженность с севера на юг достигает 600 (515) км, 200 (140) км — с запада на восток. Транспортная сеть особенно хорошо развита в южных областях. Географическое положение страны благоприятное: она имеет выход к заливу Бенин Атлантического океана и находится на пересечении путей, связывающих между собой Гану, Буркина-Фасо, Бенин и Нигерию. На улучшение транспортной инфраструктуры, в том числе в сельской местности направлена государственная политика.

## Автомобильный транспорт
По оценке 2007 года общая протяженность автомобильных дорог составляет около 11 700 км, из них с твёрдым покрытием — 2376 км (1999). Большая часть дорог нуждается в капитальном ремонте. Три главные автомобильные дороги включают живописную дорогу между Ганой и Бенином вдоль побережья Атлантического океана, дорогу из Ломе на север через административные центры областей (Атакпаме, Сокоде, Кара, Дапаонг) в Буркина-Фасо (транспортный коридор для выхода к морю Буркина-Фасо, Мали, Нигера) и дорогу, обслуживающие районы производства какао и кофе в Кпалиме, Баду и Атакпаме.

## Железнодорожный транспорт

Железнодорожная сеть Того

Согласно справочникам, общая протяжённость железнодорожной сети — 568 километров (включая 51 км подъездных и сортировочных путей). Главным образом осуществляются грузоперевозки. Все железные дороги имеют метровую колею (1000 мм). По протяжённости железнодорожной сети Того занимает 111-е место в мире. Основные линии идут от столицы Того города Ломе в Кпалиме (длина участка 123 км), Анехо (44 км), Таблигбо и Блитта (277 км).
Первая железная дорога проложена вдоль побережья Атлантического океана в 1905 году. Построенные в большинстве еще в период немецкого господства (в 1905 и 1911 гг.), железные дороги уже в 1959 году нуждались в модернизации. С 1956 по 1959 г. доходы от перевозок по железным дорогам возросли с 199 до 252 млн западноафриканских франков. При этом наблюдался рост объема пассажирских перевозок и сокращение товарных.
На 2003 год пассажирского движения по железным дорогам Того не осуществлялось, товарные перевозки производились в ограниченном объёме, значительная часть линий была заброшена.

## Водный транспорт

### Морской транспорт
Главные морские порты  — глубоководный Ломе и Кпеме.  Искусственная гавань Ломе была введена в эксплуатацию в 1968 году, модернизирована в конце 1990-х годов. Ломе является основным портом Того. Грузооборот порта Ломе 8,7 млн т в 2013 году, что составляет около 80% национального товарооборота. Ломе является важным пунктом транзита грузов для ряда соседних с Того государств, не имеющих выхода к морю, в том числе около 0,8 млн т (2013) – для Буркина-Фасо. Второй порт расположен в Кпеме, примерно в 35 км к северо-востоку от Ломе, и является специализированным портом для вывоза фосфоритов.
По данным 2018 года в Того зарегистрировано 327 морских грузовых судов, из них 7 — балкеров, 4 — контейнеровоза, 215 — универсальных сухогрузов, 42 — нефтяных танкера, 59 — других грузовых судов. По числу грузовых судов Того занимает 50-е место в мире.

### Речной транспорт
По данным 2011 года общая протяжённость судоходных рек 50 км. Судоходство сезонное по озеру Того, рекам Моно и Гбага. Судоходство по реке Моно малыми судами, зависит от количества осадков.

## Воздушный транспорт
По состоянию на 2013 год в стране 8 аэропортов. 2 аэропорта с взлетно-посадочными полосами с твёрдым покрытием от 2438 до 3047 метров. Международный аэропорт Токуэн (имени Гнассингбе Эйадемы, недалеко от Ломе) действует с середины 1950-х годов и связывает Того с европейскими и другими африканскими странами. Второй международный аэропорт расположен в Ниамтугу на севере, в области Кара и действует с 1970-х годов. 6 других аэропортов с взлетно-посадочными полосами без твёрдого покрытия, из них 4 — длиной от 914 до 1523 метров, а 2 — менее 914 метров. К местным аэропортам относятся аэропорты в Атакпаме, Сокоде, Сансанне-Манго и Дапаонге. По числу аэропортов Того занимает 163-е место в мире.
По состоянию на 2015 год в стране 1 зарегистрированный авиаперевозчик — пассажирский ASKY Airlines, владеющий 8 самолётами, годовой пассажирский поток составляет 769 904 человек (1,2 млн пассажиров на 2019 год, 14 самолётов на 2023 год). Внутренние авиаперевозки развиты слабо.

## Трубопроводный транспорт
Ответвление до Ломе от подводного Западноафриканского газопровода (Лагос, Нигерия — Такоради, Гана). Общая протяжённость газопровода — 52 километра.